# Gil Vicente FC
Gil Vicente F.C. (wym. [ˈʒiɫ viˈsẽt(ɨ)]) – portugalski klub piłkarski z siedzibą w mieście Barcelos, leżącym w Dystrykcie Braga.

## Historia
Gil Vicente został założony 3 maja 1924 roku jako fuzja dwóch innych klubów z miasta Barcelos, Barcellos Sporting Club i União Foot-ball Club Barcelense. Nazwa klubu wywodzi się od Gila Vicente, portugalskiego dramaturga i poety, a wymyśliła ją grupa przyjaciół w miejscowym teatrze.
3 maja 1933 roku Gil Vicente rozegrał swój pierwszy mecz na nowym stadionie, Campo da Granja, który mieścił wówczas 5012 widzów. Z czasem obiekt został przemianowany na Adelino Ribeiro Novo. Nazwa ta wywodzi się od bramkarza Gil Vicente, który zmarł w trakcie meczu ligowego. Fakt ten miał miejsce 16 września 1946 roku.
W 1990 roku zespół po raz pierwszy awansował do portugalskiej ekstraklasy. Występował w niej 7 lat i w 1997 roku spadł do drugiej ligi. Po dwóch latach wywalczył ponowny awans wygrywając rozgrywki drugiego frontu. W sezon po awansie klub stał się rewelacją ligi i pod wodzą Álvaro Magalhãesa zajął wysokie 5. miejsce w lidze, najwyższe w swojej historii.
Na koniec sezonu 2006/2007 zespół został zdegradowany do drugiej ligi, pomimo zajęcia w ekstraklasie 12. miejsca. W jego miejsce przywrócono CF Os Belenenses. Powodem karnej degradacji była tzw. sprawa Mateusa, byłego angolskiego piłkarza zespołu, gdy wykryto nieprawidłowości w podpisaniu kontraktu w chwili gdy piłkarz był zawodnikiem FC Lixa. W 2017 roku wyrokiem sądu Gil Vicente zostało przywrócone do ekstraklasy od sezonu 2019/2020.
Obecnie (sezon 2024/2025) występuje w rozgrywkach Primeira Liga.

## Stadion i barwy klubowe
Domowe mecze Gil Vicente rozgrywa na stadionie Estádio Cidade de Barcelos, który w sezonie 2004/2005 zastąpił wysłużony Estádio Adelino Ribeiro Novo. Nowy stadion może pomieścić ponad 12 tysięcy widzów i ma licencję UEFA.
Gil Vicente miewał różne barwy klubowe. Początkowo występował w czerwonych koszulkach, następnie zielonych oraz białych z poprzecznymi paskami. Z czasem wymieniono je na żółte i czerwone, a następnie niebieskie. Ostatnio Gil Vicente powrócił do barw czerwono-niebieskich.

## Sukcesy
- 21 sezonów w Primeira Lidze: 1990–1997, 1999–2006, 2019–
- Mistrzostwo Liga de Honra: 1999, 2011
- 5. miejsce w Primeira Lidze: 2000, 2021

## Europejskie puchary
Legenda do wszystkich tabel:
- Q – runda eliminacyjna, 1/16, 1/8, 1/4, 1/2 – odpowiednia faza rozgrywek, Grupa – runda grupowa, 1r gr – pierwsza runda grupowa, 2r gr – druga runda grupowa, F – finał, R – runda, PO – play-off
- k. – rzuty karne, los. – losowanie, Dogr. – dogrywka, w. – zasada bramek strzelonych na wyjeździe

| Sezon   | Rozgrywki               | Runda | Klub       | Dom | Wyjazd | Ogólnie |
| ------- | ----------------------- | ----- | ---------- | --- | ------ | ------- |
| 2022/23 | Liga Konferencji Europy | 3Q    | Riga FC    | 4–0 | 1–1    | 5–1     |
| 2022/23 | Liga Konferencji Europy | PO    | AZ Alkmaar | 1–2 | 0–4    | 1–6     |

## Reprezentanci krajów grający w klubie
- Bruno Pinheiro
- Mateus
- Wilson
- Tueba Menayame
- Etienne Bito'o
- Yannick Lary
- Emmanuel Duah
- Sadjo Balde
- Braima Injai
- Diocliciano Tavares
- Roudolphe Douala
- Ali El Omari
- Fumo Gonçalves
- Peter Rufai
- Paulo Alves
- Nuno Assis
- Capucho
- Dito
- António Folha
- Laureta
- Luis Loureiro
- Petit
- Jorge Ribeiro
- António Sousa
- Ljubinko Drulović
- Mandla Zwane
- Dario Furtado
- Rodolfo Lima